# Майк Каммаллері
Майкл Каммаллері (англ. Michael Cammalleri; 8 червня 1982, м. Ричмонд-Гілл, Канада) — канадський хокеїст, центральний нападник. Виступає за «Калгарі Флеймс» у Національній хокейній лізі (НХЛ). 
Виступав за Мічиганський університет (NCAA), «Манчестер Монаркс» (АХЛ), «Лос-Анджелес Кінгс», «Калгарі Флеймс», «Монреаль Канадієнс».
В чемпіонатах НХЛ — 737 матчів (263+281), у турнірах Кубка Стенлі — 32 матчі (17+15).
У складі національної збірної Канади учасник чемпіонатів світу 2006 і 2007 (17 матчів, 5+7). У складі молодіжної збірної Канади учасник чемпіонатів світу 2001 і 2002.
Досягнення
- Чемпіон світу (2007)
- Срібний призер молодіжного чемпіонату світу (2002), бронзовий призер (2001).

Нагорода
- Нагорода Віллі Маршалла (2013)
- Найкращий бомбардир молодіжного чемпіонату світу (2002) — 11 очок
- Найкращий нападник молодіжного чемпіонату світу (2002)
- Найцінніший гравець (MVP) молодіжного чемпіонату світу (2002)